# 무당버섯

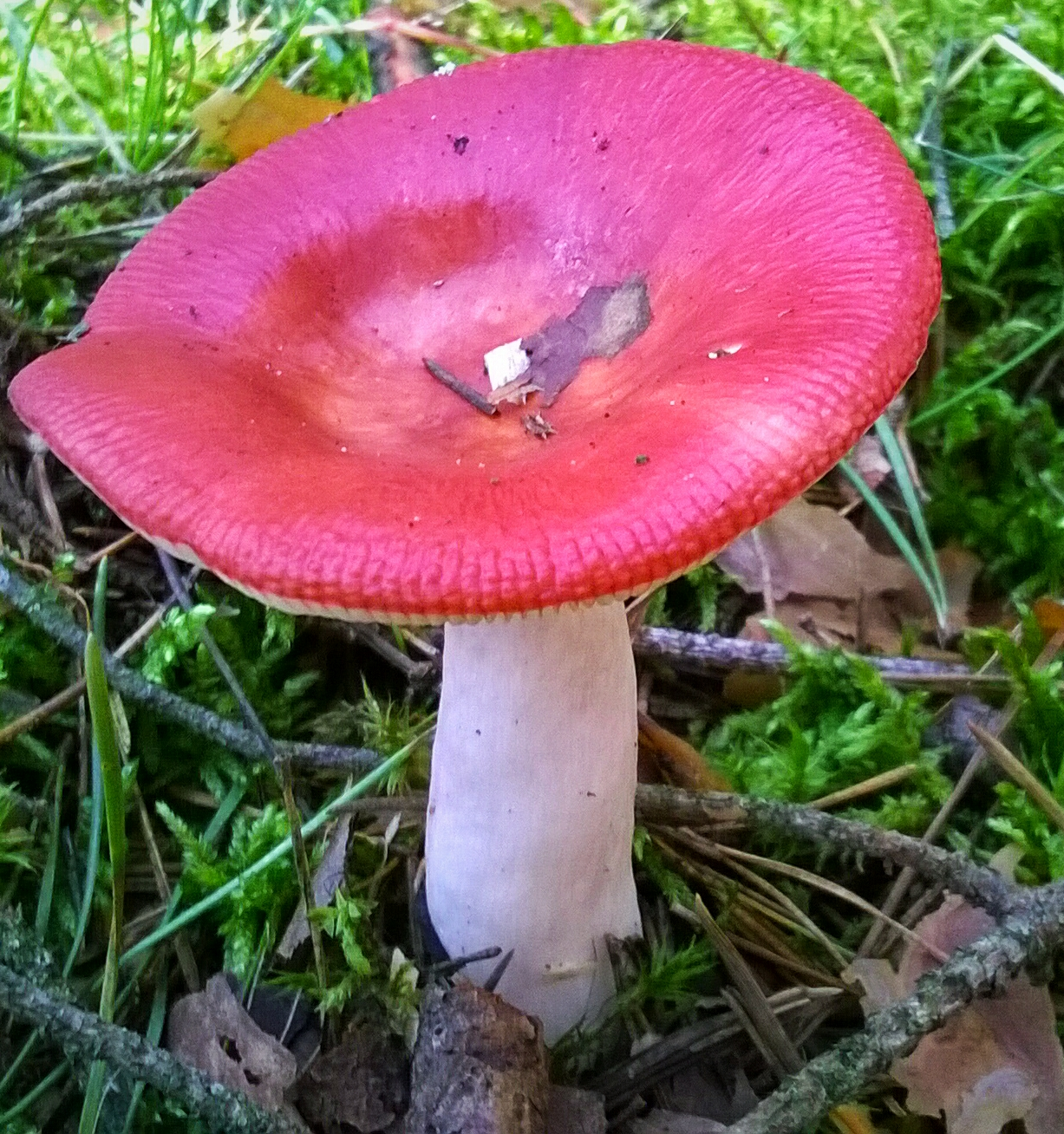

무당버섯(Russula emetica)은 담자균류 버섯이며 무당버섯속의 모식종이다. 직경이 최대 8.5cm(3.3인치)인 빨간색의 볼록하거나 평평한 캡이 있으며 거의 중앙까지 벗겨낼 수 있는 큐티클이 있다. 주름은 흰색에서 옅은 크림색이며 간격이 촘촘하다. 매끄러운 흰색 줄기의 길이는 최대 10.5cm(4.1인치)이고 두께는 2.4cm(0.9인치)이다. 1774년에 처음 기술된 버섯은 북반구에 널리 분포되어 있으며, 침엽수, 특히 소나무와 함께 습한 삼림 지대 땅에서 균근 관계로 자란다.
이 버섯의 향명은 생으로 섭취할 때 유발되는 위장 장애를 나타낸다. 과육은 매운 후추 맛이 나지만, 이 불쾌한 맛과 독성은 살짝 데치거나 절이는 방법으로 제거할 수 있다. 예전에는 러시아와 동유럽 국가에서 널리 먹었지만 일반적으로 섭취를 권장하지 않는다. 흰색 줄기와 주름이 있는 빨간 모자를 가진 유사한 무당버섯종들이 많이 있으며, 그 중 일부는 현미경적 특징에 의해서만 무당버섯과 확실하게 구별될 수 있다.